# Ryżniak moczarowy
Ryżniak moczarowy (Oryzomys couesi) – gatunek ssaka z podrodziny bawełniaków (Sigmodontinae) w obrębie rodziny chomikowatych (Cricetidae).

## Zasięg występowania
Ryżniak moczarowy występuje w skrajnie południowym Teksasie, w Stanach Zjednoczonych i Meksyku od środkowo-zachodniej Sonory na zachodzie i Tamaulipas na wschodzie, ale z wyłączeniem północno-środkowego płaskowyżowego regionu, na południe przez większość Ameryki Środkowej do środkowo-wschodniej Panamy; odosobniony zapis ze skrajnie północno-środkowej części zachodniej Kolumbii. 

## Taksonomia
Gatunek po raz pierwszy zgodnie z zasadami nazewnictwa binominalnego opisał w 1877 roku szkocki zoolog Edward Richard Alston nadając mu nazwę Hesperomys couesi. Holotyp pochodził z Cobán, w Alta Verapaz, w Gwatemali. 
O. couesi był kiedyś częścią wysoce politypowygo, a teraz wyraźnie parafiletycznego O. palustris. Molekularne analizy filogeograficzne i ograniczone porównania morfologiczne wykazują, że O. couesi obejmuje co najmniej cztery klady monofiletyczne, z których wszystkie są prawdopodobnie odrębnymi gatunkami: mexicanus, couesi, jeden takson z północnej Kostaryki i jeden ze środkowej Panamy. O. couesi jest z pewnością politypowy, ale które z dwudziestu dwóch formalnych nazw obecnie z nim związanych należy uznać za ważny podgatunek, wymaga nowoczesnych badań. Autorzy Illustrated Checklist of the Mammals of the World uznają ten takson za gatunek monotypowy.

### Etymologia
- Oryzomys: gr. ορυζα oruza „ryż”; μυς mus, μυος muos „mysz”[30].
- couesi: kpt. dr Elliott Ladd Coues (1842-1899), chirurg w United States Army w latach 1863–1881, profesor anatomii na Uniwersytecie Columbia w latach 1882–1887, jeden z założycieli American Ornithologists’ Union, ornitolog, kolekcjoner, spirytualista[31][32].

## Morfologia
Długość ciała (bez ogona) 91–144 mm, długość ogona 102–160 mm, długość tylnej stopy 26–34 mm (zachodnie wybrzeże); długość ciała (bez ogona) 98–142 mm, długość ogona 107–152 mm, długość ucha 13–18 mm, długość tylnej stopy 27–33 mm; masa ciała 43–82 g (wschodnie wybrzeże). 

## Siedlisko
Żyje do wysokości 2000 m n.p.m. Zamieszkują obszary bagienne i podmokłe. Czasem spotykane na terenach uprawnych.

## Tryb życia
Zwierzęta nocne. Dobrze się wspinają. Gdy są zaniepokojone, pływają lub nurkują w wodzie. Zjada zielone części roślin, owady (mrówki, chrząszcze, gąsienice i nasiona. Tkają gniazda około jednego metra nad wodą lub ziemią w trzcinach. Mogą mieć potomstwo cały rok. Ciąża trwa 25 dni, a młodych może być od 2 do 7.

## Populacja
Są powszechnymi gryzoniami (rzadkimi w USA). Gęstość występowania szacuje się na 5-30 osobników/ha.

## Zagrożenia
Nie ma większych zagrożeń dla O. couesi, jedynie odwadnianie terenów, na których żyją, może grozić niektórym populacjom.